# 등의 눈
《등의 눈》(背の眼 세노메[*])은 일본의 작가 미치오 슈스케의 호러 추리 소설이다.

## 개요
미치오 슈스케의 데뷔작, 그가 소설가를 목표로 한 지 10년 만에 나온 작품으로 제 5회 호러 서스펜스 대상 특별상을 수상했다. 마키비(미치오 슈스케의 여러 소설에 등장하는 중요 인물인 마키비 쇼스케(真備 庄介)) 시리즈의 첫 번째 작품이다.
2008년에 코이케 노쿠토가 만화화해서, 코믹 버즈(겐토샤)에서 연재되었다. 총 3권으로 완결되었으며, 서울문화사에서 수입 번역 출간해 현재 2권까지 발매되었다.

## 줄거리
후쿠시마현 시로토게(白峠) 마을을 방문한 작가 미치오 슈스케(道尾秀介)가 주인공. 이 마을에서는 지난 몇 년간 아동들의 행방불명 사건이 일어나고 있다. 강변을 산책하고 있던 미치오는 다음과 같은 이상한 소리를 듣는다.
――레에……오그로아라다……로고……(レエ……オグロアラダ……ロゴ……) -ねえ、ボクのカラダ、どこ? 네에, 보쿠노카라다, 도코?[*](저기, 내 몸, 어디?)
그 곳은 분명 첫 행방불명 사건에서 사라진 소년의 머리만이 발견된 장소. 이 목소리는 소년의 영혼의 목소리인가, 그로 인한 신경 쇠약으로 몸이 나빠진 미치오는 오컬트 현상을 탐구하는 친구인 마키비 쇼스케(真備 庄介)에게 상담한다.
같은 때, 마키비 역시 시로토우게 촌과 그 이웃 마을인 아이젠(愛染) 정에서 잇따르는 자살자들의 친구나 상사로부터 비슷한 상담을 받고 있었다. 죽기 전 찍은 사진에 비친 등에 이상한 눈이 찍힌 것이 보이고, 자살 동기는 없다. 이 등의 눈이 자살의 원인은 아닌가.
왜 등에 눈이 찍혀 있었는가, 미치오가 들은 고비라사(ゴビラサ)라는 말의 의미는…….

## 등장 인물
마키비 쇼스케(真備 庄介)
심령 현상을 탐구하며, 마치다시에서 마키비 영현상 탐구소를 세운다. 날카로운 턱과 코, 약간 긴 머리와 늘씬한 장신으로 일본인과는 거리가 있는 용모이다. 미치오 슈스케와는 대학교 시절 친구. 괴기 현상의 해명이 취미이지만 취미라고 부르기 힘들 정도로 유명한 연구자이다. 그 단정한 외모에 여성 팬이 많다. 23살 때 소꿉친구와 결혼했지만 27살 때 뺑소니 사고로 사망한 후 그녀를 다시 만나고 싶다는 생각에서 5년 전 영현상 탐구소를 열었다. 그러나 아직 영혼의 존재는 믿지 않고, 그 존재를 명확하게 증명할 수 있다면 '탐구소'라는 명칭을 '연구소'로 바꿀 예정이다.
미치오 슈스케(道尾 秀介)
32살. 잘 나가지 않는 호러 작가. 도쿄도에 거주. 출신은 미에현, 타인과 잘 소통하지 못하는 것이 고민. 셜록 홈즈 같은 탐정 소설을 좋아한다.
작가가 자신과 같은 이름을 작중에 사용하는 기법을 전혀 알지 못하고, 우연히 동성·동년배의 인물이라는 점에 착안해서 만든 캐릭터. 그는 수상 후 담당 편집자로부터 아리스가와 아리스와 노리즈키 린타로에 대해서 처음 듣게 되었다.
키타미 린(北見 凜)
마키비의 탐구소에서 아르바이트로 조수를 하고 있다. 마키비의 아내 레이(玲)는 7살 연상의 언니. 마키비는 어릴 적부터 알던 사람. 영능력이 있어 사람이 생각하고 있는 것이나 과거까지 알 수 있다. 그러나 그 힘을 싫어해 가능한 한 사용하지 않으려 한다.
우타가와 하루요시(歌川 春芳)
시로토게 마을의 민박집 '아키요시 장(あきよし荘)'의 주인. 종업원 없이 모든 일을 혼자서 하고 있다. 숙박객의 방에 출신지에 따라 도카이도 오십삼차의 풍속화로 꾸미는 서비스를 하고 있다. 통째로 입매된 민박집을 사들여 귀가 들리지 않는 아내 아키코(秋子)와 같이 운영했지만, 그녀는 1년 만에 골종양으로 사망했다.
로사카 미키오(呂坂 幹男)
아이젠 정의 주민. 무직으로 대낮부터 술을 마시는 방탕한 생활을 하다가, 치매 증상이 있는 어머니에게 심한 말을 하자 어머니가 손목을 그어 자살한 것에 죄책감을 품어오다가, 2년 후 어머니가 어떤 죄를 고백하는 유서를 발견하고 자신도 자살한다.
누카자와 코우이치(糠沢 耕一)
8살. 행방불명 사건의 첫 번째 실종자. 텐구 마츠리(天狗祭り)의 밤부터 보이지 않고, 다음 날 머리만이 발견되었다. 할아버지와 둘이서만 살고 있었다.
누카자와 쵸지(糠沢 長次 누카자와 쵸우지[*])
코이치의 할아버지. 본업은 임업이지만, 텐구 마츠리가 임박해올 때는 목각 텐구를 조각했다. 사건 이후로 퇴직했다.
미조노기 료헤이(溝之木 亮平)
소학교 학생. 로사카 미키오 시신의 최초 발견자. 영혼을 보는 힘이 있고, 미키오의 시신을 발견했을 때 그의 등에서 눈을 보았다. 반에서는 왕따를 당해, 등교를 싫어하고 있다.
미조노기 마사에(溝之木 まさ江)
료헤이의 어머니. 아이젠 정 주민. 모자 가정. 남편이 남긴 부동산 '구지목장'의 임대료 수입으로 생활해나가고 있다. 비상한 과보호.

## 도서

### 일본
- 단행본: 2005년 1월 20일, ISBN 978-4-344-00731-4
- 노벨스: 2006년 1월 26일, ISBN 978-4-344-00923-3
- 문고본: 2007년 10월 4일, ISBN 978-4-344-41036-7(上) ISBN 978-4-344-41037-4(下)
- 만화
  - 1권: 2009년 1월 24일, ISBN 978-4-344-81538-4
  - 2권: 2009년 7월 24일, ISBN 978-4-344-81693-0
  - 3권: 2010년 1월 23일, ISBN 978-4-344-81848-4

### 대한민국
- 만화
  - 1권: 2010년 1월 25일, ISBN 978-89-263-1138-7
  - 2권: 2010년 3월 25일, ISBN 978-89-263-1168-4
  - 3권: 2010년 9월 25일, ISBN 978-89-263-1361-9